# Wanjiao Nr.1
Wanjiao Nr.1 (chinesisch 碗礁一号, Pinyin Wanjiao yihao, englisch Shipwreck No. 1 at Wanjiao Reef) ist ein Schiffswrack aus der Qing-Dynastie.

## Zum Wrack
Das Wrack wurde 2005 von Fischer beim Wanjiao-Riff (碗礁,  Wanjiao/Wan Jiao) im Ostchinesischen Meer bei Yutou, Kreis Pingtan, Provinz Fujian, gefundenen
Es wurde im selben Jahr vom Underwater Archaeology Research Center des Chinesischen Nationalmuseums  geborgen. 
Es enthielt große Mengen von seinerzeit zum Export bestimmtem Jingdezhen-Porzellan aus der Kangxi-Regierungsepoche der Qing-Zeit.